# انگلیسی کانادایی
انگلیسی کانادایی (به انگلیسی: Canadian English (CanE, CE, en-CA)) به زبان گونه‌های زبان انگلیسی بومی کانادا گفته می‌شود. طبق نظرسنجی سال ۲۰۱۱ میلادی، زبان انگلیسی زبان مادری حدود ۵۷٪ از مردم کانادا می‌باشد. بقیه مردم ۲۲٪ به زبان فرانسوی و سایرین نیز به دیگر زبان‌ها سخن می‌گویند. تعداد بیشتری یعنی حدود ۲۸ میلیون نفر زبان انگلیسی را به عنوان زبان غالب خود معرفی کرده‌اند. ۸۲٪ کانادایی‌های ساکن ایالت‌هایی به جز کبک زبان مادریشان انگلیسی می‌باشد در حالی که در ایالت کبک تنها ۷٫۷٪ مردم زبانشان انگلیسی است.

## تفاوت‌ها

### نوشتار
کانادایی‌ها دیکتهٔ «انگلیسی» (British) لغات را ترجیح می‌دهند. انگلیسی کانادایی مانند انگلیسی بریتانیایی “-re” در پایان اسامی گرفته شده از فرانسوی مانند “theatre” و “centre” را حفظ می‌کند.
انگلیسی کانادایی مانند انگلیسی بریتانیایی “u” را نگه می‌دارد مصوت “o” را تنها رها نمی‌کند.
انگلیسی کانادایی مانند انگلیسی آمریکایی واژگان با پسوند ize استفاده می‌کنند.
عادت زبانی دیگری در کانادایی؛ “eh” است. کانادایی‌ها بعضی وقت‌ها این را در پایان جملات پی‌پرسش خود با آهنگی صعودی می‌گویند. “eh” در مکالمهٔ غیر جدی و مخصوصاً برای گپ‌های دوستانه استفاده می‌شود.

### واژگان
کانادایی‌ها و بریتانیایی‌ها همچنین از واژهٔ عامیانهٔ kerfuffle استفاده می‌کنند که یعنی موقعیتی که بهم‌ریخته یا پیچیده شده‌است. لغات و عبارات عامیانهٔ بسیاری هستند که تنها در کانادا استفاده می‌شوند. به علت عملکردهای دولت کانادا در حقوق زبانی در استان کبک، زبان رسمی این استان را فرانسوی می‌داند این درحالی است که تمام استان‌های کانادا انگلیسی زبان هستند. جغرافیای فرانسویان در کبک موجب انتقال زبانی میان زبان انگلیسی با زبان فرانسوی شده‌است.

### تلفظ
تلفظ انگلیسی کانادایی و انگلیسی آمریکایی بسیار مشابه است که اغلب با هم به عنوان انگلیسی آمریکای شمالی طبقه‌بندی می‌شوند.
تلفظ کانادایی حرف آخر الفبا یعنی “z” است. آن‌ها مانند آمریکایی‌ها تلفظش نمی‌کنند، بلکه شبیه بریتانیایی‌ها تلفظ می‌کنند، صدای سنتی “zed” را حفظ می‌کنند.

### انگلیسی کانادایی و آمریکایی

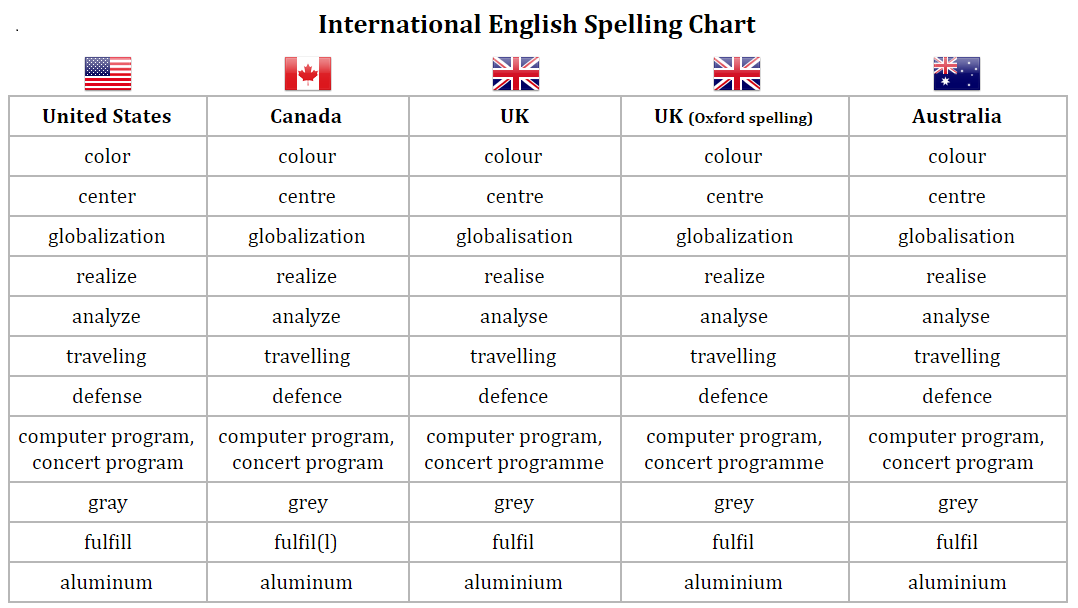
بررسی اجمالی تفاوت گویش‌های گستردهٔ انگلیسی

یک تفاوت فرهنگی دیگر اینست که با وجود اینکه آمریکا و کانادا هر دو در گذشته مستعمرهٔ بریتانیا بودند، آمریکا صدها سال پیش مستقل شد. از طرف دیگر، کانادا در سال ۱۹۳۱ رسماً به استقلال رسید و همچنان بخشی از گروه کشورهای مشترک‌المنافع است که قبلاً مستعمره‌های بریتانیا بودند اما الان در بسیاری موارد به انتخاب خود همکاری می‌کنند. در حقیقت کانادا لغات عامیانه و اصطلاحات زیادی به انگلستان در اشتراک دارد که در کشورهای انگلیسی‌زبان دیگر مانند آمریکا استفاده نمی‌شوند.

### تلفظ ر
در انگلیسی کانادایی و آمریکایی برخلاف انگلیسی بریتانیایی؛ صدای /r/ در صورتی که قبل از یک حرف صدادار قرار گیرد و حرف بعدی آن صدادار نباشد، تلفظ «ر» بصورت روتیک بوده و تلفظ می‌شود.